# Niclas Bardeleben
Niclas Bardeleben (* 1990) ist ein dänischer Jazzmusiker (Schlagzeug, auch Gesang, Komposition), der zunächst auch als Tänzer hervorgetreten ist.

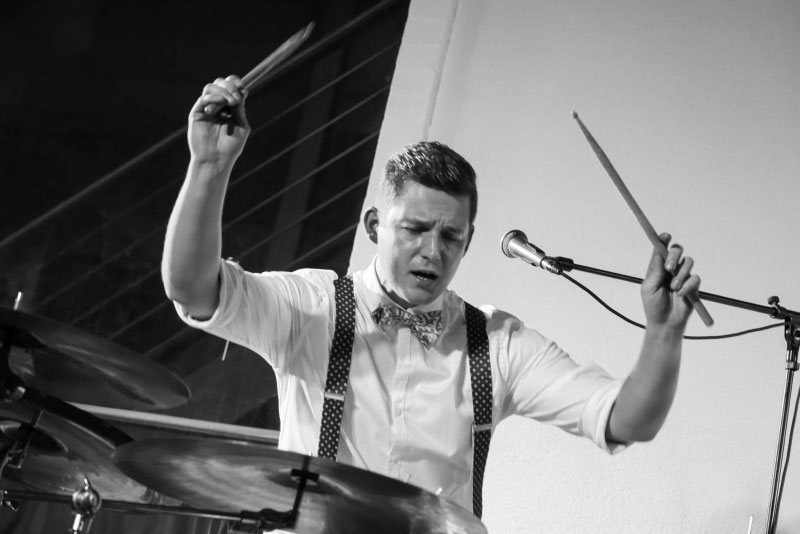
Niclas Bardeleben (2020)

## Leben und Wirken
Bardeleben begann schon sehr früh eine Ausbildung am klassischen Schlagzeug. Zwischen sieben und 16 Jahren war er Mitglied der Tivoli Boys Guard. Während dieser Zeit wurde er auch zweimal dänischer Meister im Swingtanzen. Mit 15 Jahren entschied er sich dafür, sich künftig auf das Schlagzeugspiel zu konzentrieren. Er besuchte dann den Musikalischen Grundkurs des Kopenhagener Sankt Annæ Gymnasium, wo er seine Instrumentalausbildung im Jazzbereich vertiefte, und anschließend die Skurups Folkhögskola, die er allerdings aufgrund von Tourneeverpflichtungen nicht abschloss.
Für ein Jahr war Bardeleben (2010–2011) als Schlagzeuger der Hausband im Jazzhus Montmartre engagiert; von 2013 bis 2017 war er Haus-Schlagzeuger im The Standard Jazz Club in Kopenhagen. Seit 2011 ist er Mitglied des Trios von Niels Lan Doky, mit dem mehrere Alben entstanden. Mit dem Saxophonisten Johan Bylling Lang gründete er das Bylling/Bardeleben Project, das 2016 das Album A Little New Orleans Never Hurt Anybody veröffentlichte. 2017 gründete er seine Band Niclas Bardeleben & No Bad News und 2018 das Niclas Bardeleben Jazz Quintet. Er arbeitete mit Gino Vannelli, David Sanborn, Joey Alexander, Ira Coleman, Anders Bergcrantz,  Roberta Gambarini, Brian Lynch, Paolo Russo, Jesper Lundgaard, Gerard Presencer, Jonas Johansen, Selené Muñoz, Roland Guerin, Steve Masakowski, Barry Stephenson, der New Birth Brass Band, Gerald French sowie Norbert Susemihls Joyfull Gumbo. Bardeleben ist auch auf Alben mit Didier Lockwood, Debbie Sledge sowie Hans Knudsen/Christian Bundgaard zu hören.